# Futbol'nyj Klub Veles
Il Futbol'nyj Klub Veles (in russo Футбольный клуб Велес?), meglio nota come Veles Mosca o Veles, è una società calcistica russa con sede nella città di Mosca.

## Storia
Fondata nel 2016, si iscrisse direttamente alla massima serie dilettanti, dove alla prima stagione arrivò al secondo posto nel girone della città di Mosca. Ottenne in ogni caso la licenza professionistica, il che le permise di disputare la terza serie 2017-2018. Al primo anno tra i professionisti arrivò al quarto posto nel Girone Ovest.
Nelle due stagioni successive i risultati migliorarono: arrivarono un terzo posto nel 2018-2019 e la vittoria del campionato 2019-2020, che portò il club in seconda serie. L'impatto con la PFN Ligi fu positivo: la squadra ottenne un ottavo posto alla prima stagione.

## Allenatori
- 2016-2018  Sergey Lapshin
- 2018-2019  Sergey Lapshin (fino al 13 gennaio 2019)
 Aleksej Stukalov
- 2019-2020  Aleksej Stukalov
- 2020-2021  Aleksej Stukalov (fino all'8 aprile 2021)
- 2021-2022:  Dmitriy Beznyak (fino al 30 novembre 2021)
 Denis Bushuev (fino al 23 aprile 2022)
 Sergej Petrenko (22ª-34ª)
- 2021-2022  Sergej Petrenko (fino al 23 agosto 2021)
 Artem Kulikov

## Palmarès

### Competizioni nazionali
- PPF Ligi: 1

2019-2020 (Girone Ovest)

## Organico

### Rosa 2022-2023
| N. |                        | Ruolo | Calciatore          |
| -- | ---------------------- | ----- | ------------------- |
| 1  | Russia (bandiera)      | P     | Aleksey Kuznetsov   |
| 4  | Russia (bandiera)      | D     | Dmitry Mikhaylenko  |
| 5  | Serbia (bandiera)      | D     | Filip Stamenković   |
| 6  | Russia (bandiera)      | D     | Samuel Adeniyi      |
| 7  | Russia (bandiera)      | A     | Irakli Logua        |
| 8  | Russia (bandiera)      | C     | Vladimir Kabakhidze |
| 10 | Russia (bandiera)      | C     | Ayub Batsuyev       |
| 11 | Russia (bandiera)      | C     | Konstantin Kertanov |
| 13 | Bielorussia (bandiera) | D     | Dmitry Prishchepa   |
| 15 | Russia (bandiera)      | C     | Khetag Badoyev      |
| 16 | Russia (bandiera)      | P     | Daniil Vlasov       |
| 17 | Russia (bandiera)      | C     | Viktor Kiselyov     |
| 19 | Russia (bandiera)      | D     | Marat Bokoyev       |

| N. |                   | Ruolo | Calciatore         |
| -- | ----------------- | ----- | ------------------ |
| 20 | Russia (bandiera) | A     | Andrei Panyukov    |
| 24 | Russia (bandiera) | D     | Aleksandr Kakhidze |
| 25 | Russia (bandiera) | A     | Yegor Dorokhov     |
| 26 | Russia (bandiera) | D     | Valeri Pochivalin  |
| 30 | Russia (bandiera) | C     | Pavel Baranov      |
| 33 | Russia (bandiera) | A     | Danila Yezhkov     |
| 34 | Russia (bandiera) | D     | Yevgeni Makeyev    |
| 35 | Russia (bandiera) | P     | Pyotr Kosarevsky   |
| 70 | Russia (bandiera) | C     | Aslan Mutaliyev    |
| 86 | Russia (bandiera) | P     | Nikolay Rybikov    |
| 93 | Russia (bandiera) | C     | Dmitry Motovichyov |
| 97 | Russia (bandiera) | C     | Ruslan Maltsev     |
| 99 | Russia (bandiera) | A     | Gevork Sarkisyan   |